# Hasselbach (Lenne)
Der Hasselbach ist ein etwa vier Kilometer langer, östlicher und rechter Zufluss der Lenne im Märkischen Kreis und in Hagen (Nordrhein-Westfalen).

## Geographie

### Verlauf
Der Hasselbach entspringt am Schälk westlich des Iserlohner Stadtteils Stübbeken auf einer Höhe von 232,5 m ü. NHN im Naturschutzgebiet Oberes Hasselbachtal.
Nach gut einem halben Kilometer passiert der Hasselbach westlich die Gemeindegrenze von Iserlohn nach Hagen und verabschiedet sich dabei auch vom Märkischen Kreis. Nun fließt er durch das Naturschutzgebiet Henkhauser- und Hasselbachtal. Weiter bachabwärts wird er auf seiner linken Seite vom Henkhauser Bach und später auf der anderen Seite vom Galgenbach gespeist. Er verlässt danach das Naturschutzgebiet und bildet kurz darauf einen kleinen aufgestauten Teich. Ab hier fließt er durch den zum Hagener Stadtbezirk Hohenlimburg gehörenden Ortsteil Henkhausen.
Anschließend durchfließt der Hasselbach den Ortsteil Reh und mündet schließlich auf einer Höhe von 107 m ü. NHN unmittelbar nördlich der Autobahnbrücke (A 46) von Osten kommend rechts in die aus dem Süd-Südosten heranziehende Lenne.
Der 3,9 km lange Lauf des Hasselbachs endet etwa 125 Höhenmeter unterhalb seiner Quelle, er hat somit ein mittleres Sohlgefälle von ungefähr 32 ‰.

### Zuflüsse
- Henkhauser Bach (links) 1,0 km[3]
- Galgenbach (rechts), 0,4 km[3]

## Geologie
Der Hasselbach durchläuft die Devon-Karbon-Grenze. An einem Felsvorsprung in seinem Tal ist sie in Form einer dünnen schwarzen Schicht mit hohem organischem Anteil sichtbar. Sie markiert ein Zeugnis für ein Massensterben vor 358 Millionen Jahren auf der Erde. Diese Stelle wurde 1900 von August Denckmann entdeckt. Sie wurde in die engere Wahl als Leitprofil genommen. In Konkurrenz standen das Profil La Serre im Montagne Noire und das Profil Nanbiancun in Süd-China. Die Forschung entschied sich für das französische Profil. 2010 wurde die Stelle wieder hergerichtet und 2014 als „Geländeausschnitt im Hasselbachtal bei TP 154,4“ ein geschütztes ortsfestes Hagener Bodendenkmal.